# Supercoppa serba 2015 (pallavolo femminile)
La Supercoppa serba 2015 si è svolta il 15 ottobre 2015: al torneo hanno partecipato due squadre di club serbe e la vittoria finale è andata per la seconda volta consecutiva all'Odbojkaški klub Vizura.

## Regolamento
Le squadre hanno disputato una gara unica.

## Squadre partecipanti
| Squadra | Qualificazione                                       | Ultima partecipazione |
| ------- | ---------------------------------------------------- | --------------------- |
| TENT    | Finalista Coppa di Serbia 2014-15                    | Debutto               |
| Vizura  | Vincitrice Superliga 2014-15/Coppa di Serbia 2014-15 | Supercoppa serba 2014 |

## Torneo
| 15 ottobre 2015 Sportska dvorana Ub, Ub Durata: 1h:18 - Spettatori: 700 | Vizura | 3 - 0 | TENT | 25-22, 25-12, 28-26 |